# 魚川祐司
魚川 祐司（うおかわ ゆうじ、1979年 - ）は、日本の著述家、翻訳家。ニックネームはニー仏。

## 来歴・人物
千葉県出身。東京大学文学部思想文化学科卒業（西洋哲学専攻）、同大学院人文社会系研究科博士課程満期退学（インド哲学・仏教学専攻）。
2009年末からミャンマーに渡航し、テーラワーダを中心とした仏教の行学（実践と学問）を学びつつ、仏教・価値・自由などをテーマとした研究を進める。
仏教徒を自称しておらず、自身がいわゆる「仏教徒」であるとの自覚はないとしている。また、自身は学者ではないとも述べている。

## 著作
- 『仏教思想のゼロポイント：「悟り」とは何か』（新潮社） 2015年
- 『だから仏教はおもしろい！ 前編』（Evolving） 2014年12月
- 『だから仏教はおもしろい！ 後編』（Evolving） 2015年2月
  - のち合本『講義ライブ だから仏教は面白い!』（講談社、講談社+α文庫） 2015年12月

### 共著
- 『悟らなくたって、いいじゃないか』（プラユキ・ナラテボー共著、幻冬舎） 2016年10月
- 『感じて、ゆるす仏教』（藤田一照共著、角川書店） 2018年5月

## 翻訳
- 『ゆるす : 読むだけで心が晴れる仏教法話』（ウ・ジョーティカ、新潮社） 2015年
- 『自由への旅』（ウ・ジョーティカ、新潮社） 2016年

## 論文・寄稿
- CiNii>魚川祐司